# (1569) Evita
(1569) Evita est un astéroïde de la ceinture principale.

## Description
(1569) Evita est un astéroïde de la ceinture principale. Il fut découvert par Miguel Itzigsohn le 3 août 1948 à La Plata. Il présente une orbite caractérisée par un demi-grand axe de 3,14 UA, une excentricité de 0,133 et une inclinaison de 12,26° par rapport à l'écliptique.
Il fut nommé en hommage à l'actrice et femme politique argentine Evita, la femme du président argentin Juan Perón.

## Compléments